# NHL 2015/16
Die NHL-Saison 2015/16 war die 99. Spielzeit der National Hockey League (NHL). Die reguläre Saison, an deren Ende die Washington Capitals als punktbestes Team die Presidents’ Trophy gewannen, wurde vom 7. Oktober 2015 bis zum 10. April 2016 ausgetragen. Patrick Kane von den Chicago Blackhawks wurde dabei bester Scorer (106) und in der Folge auch als wertvollster Spieler ausgezeichnet. Die meisten Tore (50) erzielte bereits zum vierten Mal in Folge Alexander Owetschkin von den Washington Capitals, die in Braden Holtby auch den besten Torwart sowie in Barry Trotz den bester Trainer der Spielzeit stellten.
Die anschließenden Playoffs begannen am 13. April 2016 und endeten mit dem 4:2-Sieg der Pittsburgh Penguins über die San Jose Sharks am 12. Juni 2016, wobei Sidney Crosby von den Penguins als wertvollster Spieler geehrt wurde.

## Ligabetrieb
Wie im Jahr zuvor fanden auch in der Saison 2015/16 spezielle Veranstaltungen statt. Dazu gehört das All-Star Game 2016 am 31. Januar 2016, dessen Gastgeber die Nashville Predators in der Bridgestone Arena waren. Zudem wurden ausgewählte Begegnungen der regulären Saison erneut als Freiluftspiele ausgetragen: Das NHL Winter Classic 2016 zwischen den Boston Bruins und den Canadiens de Montréal fand am 1. Januar 2016 im Gillette Stadium statt, während sich in der NHL Stadium Series 2016 die Chicago Blackhawks und die Minnesota Wild sowie die Colorado Avalanche und die Detroit Red Wings gegenüberstanden.
Die New York Islanders verließen ihre alte Heimspielstätte, das Nassau Veterans Memorial Coliseum, und tragen ihre Heimspiele fortan im 2012 neu eröffneten Barclays Center aus. Zudem änderte sich bei einer Reihe von Teams der Kooperationspartner in der American Hockey League, da diese sich zur Saison 2015/16 einer umfangreichen Umstrukturierung unterzog.

### Regeländerungen
Mit Beginn der Saison 2015/16 treten folgende Regeländerungen in Kraft:
- Endet ein Spiel der regulären Saison nach 60 Minuten Spielzeit unentschieden, wird eine fünfminütige Overtime gespielt, bei der fortan nur drei anstatt zuvor vier Feldspieler auf dem Eis sind. Für die Overtime-Periode gilt weiterhin die Sudden-Death-Regel, sodass der erste Treffer das Spiel beendet; sollte kein Tor fallen, geht es anschließend in ein Shootout. Da zu keiner Zeit weniger als drei Feldspieler einer Mannschaft auf dem Eis sein dürfen, wird die Anzahl der Spieler des Gegners bei Zeitstrafen in der Overtime erhöht, statt einen eigenen Spieler auf die Strafbank zu schicken. Hintergrund der neuen Regel ist, dass weniger Spiele nach Shootout entschieden werden sollen, wobei die American Hockey League ein ähnliches Format einer 3-gegen-3-Overtime bereits zur Saison 2014/15 eingeführt hatte und den Anteil der in Overtime entschiedenen Spiele deutlich erhöhen konnte.
- Wie bereits in der National Football League etabliert, wird es fortan eine „Coach’s Challenge“ geben, das heißt eine pro Spiel einmalige Gelegenheit für Trainer, strittige Spielszenen von einem Videoschiedsrichter bewerten und gegebenenfalls korrigieren zu lassen. Bisher stand diese Form des Videobeweises nur den Schiedsrichtern selbst und nur in bestimmten Situationen zur Verfügung (beispielsweise Tor oder kein Tor). Dies wird nun um folgende Situationen erweitert:
  - Fällt ein Tor aus einer vermeintlichen Abseitssituation, wird dies überprüft und das Tor gegebenenfalls aberkannt. Da sich die verfügbaren Kamera-Blickwinkel im Laufe der regulären Saison als häufig nicht eindeutig erwiesen, wurde im März beschlossen, dass in allen Stadien, in denen Playoff-Spiele stattfinden, jeweils eine genau auf der blauen Linie positionierte Kamera installiert wird.[2]
  - Bei einer vermeintlichen Behinderung des Torwarts (engl. goaltender interference), haben beide Trainer die Möglichkeit einer Challenge. Entscheiden die Schiedsrichter auf Behinderung und erkennen das Tor ab, kann dies ebenso überprüft werden, wie eine Entscheidung auf keine Behinderung und Tor.

Um die Challenge nutzen zu dürfen, muss das Team die einmal pro Spiel zur Verfügung stehende Auszeit noch nicht verbraucht haben. Liegt der Trainer mit seiner Challenge falsch und die Entscheidung bleibt bestehen, verfällt die Auszeit; sollte er Recht bekommen, bleibt sie erhalten. Die Challenge selbst ist unabhängig von deren Erfolg nur einmal pro Spiel und Team zulässig.

## Entry Draft
Der NHL Entry Draft 2015 fand am 26. und 27. Juni 2015 in Sunrise im US-Bundesstaat Florida statt. Mit dem First Overall Draft-Pick wählten die Edmonton Oilers den kanadischen Angreifer Connor McDavid aus. Auf den Plätzen zwei und drei wurden Jack Eichel und Dylan Strome selektiert. Insgesamt wurden in sieben Runden 211 Spieler aus 14 Nationen von den NHL-Franchises gedraftet.

### Top-5-Picks
| #  | Spieler         | Nationalität       | Pos | NHL-Team            | College-/ Junioren-/ Profi-Team |
| -- | --------------- | ------------------ | --- | ------------------- | ------------------------------- |
| 1. | Connor McDavid  | Kanada             | C   | Edmonton Oilers     | Erie Otters (OHL)               |
| 2. | Jack Eichel     | Vereinigte Staaten | C   | Buffalo Sabres      | Boston University (NCAA)        |
| 3. | Dylan Strome    | Kanada             | C   | Arizona Coyotes     | Erie Otters (OHL)               |
| 4. | Mitchell Marner | Kanada             | C   | Toronto Maple Leafs | London Knights (OHL)            |
| 5. | Noah Hanifin    | Vereinigte Staaten | D   | Carolina Hurricanes | Boston College (NCAA)           |

## Reguläre Saison

### Tabellen
Abkürzungen: GP = Spiele, W = Siege, L = Niederlagen, OTL = Niederlage nach Overtime bzw. Shootout, GF = Erzielte Tore, GA = Gegentore, Pts = Punkte

Erläuterungen: In Klammern befindet sich die Platzierung innerhalb der Conference;  = Playoff-Qualifikation,  = Division-Sieger,  = Conference-Sieger,  = Presidents’-Trophy-Gewinner

#### Eastern Conference

##### Atlantic Division
| Rang | Atlantic Division   | GP | W  | L  | OTL | GF  | GA  | Pts |
| ---- | ------------------- | -- | -- | -- | --- | --- | --- | --- |
| 1.   | Florida Panthers    | 82 | 47 | 26 | 9   | 239 | 203 | 103 |
| 2.   | Tampa Bay Lightning | 82 | 46 | 31 | 5   | 227 | 201 | 97  |
| 3.   | Detroit Red Wings   | 82 | 41 | 30 | 11  | 211 | 224 | 93  |

##### Metropolitan Division
| Rang | Metropolitan Division | GP | W  | L  | OTL | GF  | GA  | Pts |
| ---- | --------------------- | -- | -- | -- | --- | --- | --- | --- |
| 1.   | Washington Capitals   | 82 | 56 | 18 | 8   | 252 | 193 | 120 |
| 2.   | Pittsburgh Penguins   | 82 | 48 | 26 | 8   | 245 | 203 | 104 |
| 3.   | New York Rangers      | 82 | 46 | 27 | 9   | 236 | 217 | 101 |

##### Wild-Card-Teams
| Rang | Wild-Card-Teams       | Division | GP | W  | L  | OTL | GF  | GA  | Pts |
| ---- | --------------------- | -------- | -- | -- | -- | --- | --- | --- | --- |
| 1.   | New York Islanders    | MET      | 82 | 45 | 27 | 10  | 232 | 216 | 100 |
| 2.   | Philadelphia Flyers   | MET      | 82 | 41 | 27 | 14  | 214 | 218 | 96  |
|      |                       |          |    |    |    |     |     |     |     |
| 3.   | Boston Bruins         | ATL      | 82 | 42 | 31 | 9   | 240 | 230 | 93  |
| 4.   | Carolina Hurricanes   | MET      | 82 | 35 | 31 | 16  | 198 | 226 | 86  |
| 5.   | Ottawa Senators       | ATL      | 82 | 38 | 35 | 9   | 236 | 247 | 85  |
| 6.   | New Jersey Devils     | MET      | 82 | 38 | 36 | 8   | 184 | 208 | 84  |
| 7.   | Canadiens de Montréal | ATL      | 82 | 38 | 38 | 6   | 221 | 236 | 82  |
| 8.   | Buffalo Sabres        | ATL      | 82 | 35 | 36 | 11  | 201 | 222 | 81  |
| 9.   | Columbus Blue Jackets | MET      | 82 | 34 | 40 | 8   | 219 | 252 | 76  |
| 10.  | Toronto Maple Leafs   | ATL      | 82 | 29 | 42 | 11  | 198 | 246 | 69  |

#### Western Conference

##### Central Division
| Rang | Central Division   | GP | W  | L  | OTL | GF  | GA  | Pts |
| ---- | ------------------ | -- | -- | -- | --- | --- | --- | --- |
| 1.   | Dallas Stars       | 82 | 50 | 23 | 9   | 267 | 230 | 109 |
| 2.   | St. Louis Blues    | 82 | 49 | 24 | 9   | 224 | 201 | 107 |
| 3.   | Chicago Blackhawks | 82 | 47 | 26 | 9   | 235 | 209 | 103 |

##### Pacific Division
|    | Pacific Division  | GP | W  | L  | OTL | GF  | GA  | Pts |
| -- | ----------------- | -- | -- | -- | --- | --- | --- | --- |
| 1. | Anaheim Ducks     | 82 | 46 | 25 | 11  | 218 | 192 | 103 |
| 2. | Los Angeles Kings | 82 | 48 | 28 | 6   | 225 | 195 | 102 |
| 3. | San Jose Sharks   | 82 | 46 | 30 | 6   | 241 | 210 | 98  |

##### Wild-Card-Teams
| Rang | Wild-Card-Teams     | Division | GP | W  | L  | OTL | GF  | GA  | Pts |
| ---- | ------------------- | -------- | -- | -- | -- | --- | --- | --- | --- |
| 1.   | Nashville Predators | CEN      | 82 | 41 | 27 | 14  | 228 | 215 | 96  |
| 2.   | Minnesota Wild      | CEN      | 82 | 38 | 33 | 11  | 216 | 206 | 87  |
|      |                     |          |    |    |    |     |     |     |     |
| 3.   | Colorado Avalanche  | CEN      | 82 | 39 | 39 | 4   | 216 | 240 | 82  |
| 4.   | Arizona Coyotes     | PAC      | 82 | 35 | 39 | 8   | 209 | 245 | 78  |
| 5.   | Winnipeg Jets       | CEN      | 82 | 35 | 39 | 8   | 215 | 239 | 78  |
| 6.   | Calgary Flames      | PAC      | 82 | 35 | 40 | 7   | 231 | 260 | 77  |
| 7.   | Vancouver Canucks   | PAC      | 82 | 31 | 38 | 13  | 191 | 243 | 75  |
| 8.   | Edmonton Oilers     | PAC      | 82 | 31 | 43 | 8   | 203 | 245 | 70  |

### Beste Scorer

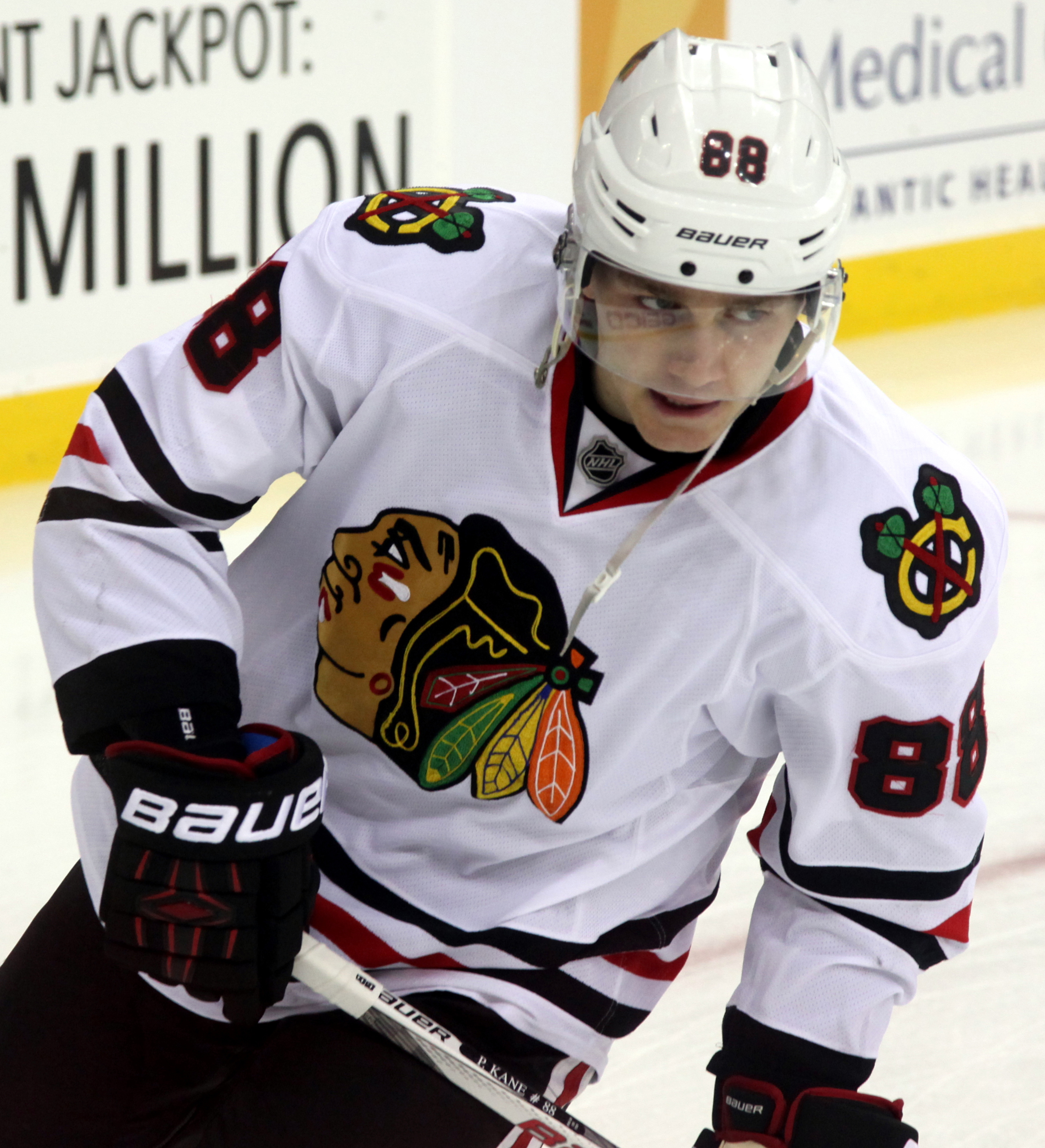
Patrick Kane, bester Scorer und Gewinner der Art Ross Trophy.

Mit 106 Punkten führte Patrick Kane die Scorerliste der NHL an und wurde somit zum ersten US-Amerikaner, der die Art Ross Trophy gewann. Die meisten Tore erzielte zum vierten Mal in Folge Alexander Owetschkin, dem 50 Treffer gelangen. Erik Karlsson wurde der erste Verteidiger seit Bobby Orr (1974/75), der die Liga in Torvorlagen (66) anführte; zudem war er der erste Abwehrspieler seit Paul Coffey (1985/86), der sich in den Top 5 der Scorerliste platzierte. Die Plus/Minus-Wertung führte Tyler Toffoli mit +35 an; den schlechtesten Wert in dieser Kategorie hatte Mikkel Bødker mit −33.
Abkürzungen: Sp = Spiele, T = Tore, V = Assists, Pkt = Punkte, +/− = Plus/Minus, SM = Strafminuten; Fett: Bestwert
| Spieler          | Mannschaft          | Sp | T  | V  | Pkt | +/− | SM |
| ---------------- | ------------------- | -- | -- | -- | --- | --- | -- |
| Patrick Kane     | Chicago Blackhawks  | 82 | 46 | 60 | 106 | +17 | 30 |
| Jamie Benn       | Dallas Stars        | 82 | 41 | 48 | 89  | +7  | 64 |
| Sidney Crosby    | Pittsburgh Penguins | 80 | 36 | 49 | 85  | +19 | 42 |
| Joe Thornton     | San Jose Sharks     | 82 | 19 | 63 | 82  | +25 | 54 |
| Erik Karlsson    | Ottawa Senators     | 82 | 16 | 66 | 82  | −2  | 50 |
| Joe Pavelski     | San Jose Sharks     | 82 | 38 | 40 | 78  | +25 | 30 |
| Johnny Gaudreau  | Calgary Flames      | 79 | 30 | 48 | 78  | +4  | 20 |
| Blake Wheeler    | Winnipeg Jets       | 82 | 26 | 52 | 78  | +8  | 49 |
| Artemi Panarin   | Chicago Blackhawks  | 80 | 30 | 47 | 77  | +8  | 32 |
| Jewgeni Kusnezow | Washington Capitals | 82 | 20 | 57 | 77  | +27 | 32 |

### Beste Torhüter
Die kombinierte Tabelle zeigt die jeweils drei besten Torhüter in den Kategorien Gegentorschnitt und Fangquote sowie die jeweils Führenden in den Kategorien Shutouts und Siege.
Abkürzungen: GP = Spiele, TOI = Eiszeit (in Minuten), W = Siege, L = Niederlagen, OTL = Overtime-Niederlagen, GA = Gegentore, SO = Shutouts, Sv% = gehaltene Schüsse (in %), GAA = Gegentorschnitt; Fett: Saisonbestwert
Es werden nur Torhüter erfasst, die mindestens 25 Spiele absolviert haben. Sortiert nach bestem Gegentorschnitt.
| Spieler        | Team                | GP | TOI   | W  | L  | OTL | GA  | SO | Sv%  | GAA  |
| -------------- | ------------------- | -- | ----- | -- | -- | --- | --- | -- | ---- | ---- |
| Ben Bishop     | Tampa Bay Lightning | 61 | 3.584 | 35 | 21 | 4   | 123 | 6  | 92,6 | 2,06 |
| John Gibson    | Anaheim Ducks       | 40 | 2.294 | 21 | 13 | 4   | 79  | 4  | 92,0 | 2,07 |
| Brian Elliott  | St. Louis Blues     | 42 | 2.263 | 23 | 8  | 6   | 78  | 4  | 93,0 | 2,07 |
| Braden Holtby  | Washington Capitals | 66 | 3.841 | 48 | 9  | 7   | 141 | 3  | 92,2 | 2,20 |
| Thomas Greiss  | New York Islanders  | 41 | 2.287 | 23 | 11 | 4   | 90  | 1  | 92,5 | 2,36 |
| Corey Crawford | Chicago Blackhawks  | 58 | 3.322 | 35 | 18 | 5   | 131 | 7  | 92,4 | 2,37 |

### Beste Rookiescorer
Mit 30 Toren, 47 Vorlagen und somit 77 Scorerpunkten führte Artemi Panarin die Rookies der Liga deutlich an und platzierte sich zudem auch in den Top 10 der gesamten Liga. Connor McDavid verpasste knapp die Hälfte der Saison aufgrund einer Verletzung, kam allerdings auf über einen Punkt pro Spiel. Die beste Plus/Minus-Statistik aller Rookies erreichte Colton Parayko mit +28, während Ben Hutton mit −21 an letzter Position lag. Die meiste Eiszeit erhielt Jordan Oesterle mit durchschnittlich 21 Minuten und 41 Sekunden pro Spiel.
Abkürzungen: GP = Spiele, G = Tore, A = Assists, Pts = Punkte, +/− = Plus/Minus, PIM = Strafminuten
| Spieler             | Team                | GP | G  | A  | Pts | +/− | PIM |
| ------------------- | ------------------- | -- | -- | -- | --- | --- | --- |
| Artemi Panarin      | Chicago Blackhawks  | 80 | 30 | 47 | 77  | +8  | 32  |
| Jack Eichel         | Buffalo Sabres      | 81 | 24 | 32 | 58  | −16 | 22  |
| Max Domi            | Arizona Coyotes     | 81 | 18 | 34 | 52  | +3  | 72  |
| Connor McDavid      | Edmonton Oilers     | 45 | 16 | 32 | 48  | −1  | 18  |
| Shayne Gostisbehere | Philadelphia Flyers | 64 | 17 | 29 | 46  | +8  | 24  |

## Stanley-Cup-Playoffs
|  | Conference-Viertelfinale | Conference-Viertelfinale | Conference-Viertelfinale |      |                     | Conference-Halbfinale | Conference-Halbfinale | Conference-Halbfinale |  |  | Conference-Finale | Conference-Finale | Conference-Finale |  |  | Stanley-Cup-Finale | Stanley-Cup-Finale | Stanley-Cup-Finale |
|  |                          |                          |                          |      |                     |                       |                       |                       |  |  |                   |                   |                   |  |  |                    |                    |                    |
|  | A1                       | Florida Panthers         | 2                        |      |                     |                       |                       |                       |  |  |                   |                   |                   |  |  |                    |                    |                    |
|  | EWC1                     | New York Islanders       | 4                        |      |                     |                       |                       |                       |  |  |                   |                   |                   |  |  |                    |                    |                    |
|  | EWC1                     | New York Islanders       | 4                        | EWC1 | New York Islanders  | 1                     |                       |                       |  |  |                   |                   |                   |  |  |                    |                    |                    |
|  |                          |                          |                          | EWC1 | New York Islanders  | 1                     | Eastern Conference    |                       |  |  |                   |                   |                   |  |  |                    |                    |                    |
|  |                          | A2                       | Tampa Bay Lightning      | 4    |                     |                       |                       |                       |  |  |                   |                   |                   |  |  |                    |                    |                    |
|  | A2                       | A2                       | Tampa Bay Lightning      | 4    | Tampa Bay Lightning | 4                     |                       |                       |  |  |                   |                   |                   |  |  |                    |                    |                    |
|  | A2                       |                          |                          |      | Tampa Bay Lightning | 4                     |                       |                       |  |  |                   |                   |                   |  |  |                    |                    |                    |
|  | A3                       | Detroit Red Wings        | 1                        |      |                     |                       |                       |                       |  |  |                   |                   |                   |  |  |                    |                    |                    |
|  | A3                       | Detroit Red Wings        | 1                        | A2   | Tampa Bay Lightning | 3                     |                       |                       |  |  |                   |                   |                   |  |  |                    |                    |                    |
|  |                          |                          |                          |      |                     |                       |                       |                       |  |  |                   |                   |                   |  |  |                    |                    |                    |
|  |                          | M2                       | Pittsburgh Penguins      | 4    |                     |                       |                       |                       |  |  |                   |                   |                   |  |  |                    |                    |                    |
|  | M1                       | M2                       | Pittsburgh Penguins      | 4    | Washington Capitals | 4                     |                       |                       |  |  |                   |                   |                   |  |  |                    |                    |                    |
|  | M1                       |                          |                          |      | Washington Capitals | 4                     |                       |                       |  |  |                   |                   |                   |  |  |                    |                    |                    |
|  | EWC2                     | Philadelphia Flyers      | 2                        |      |                     |                       |                       |                       |  |  |                   |                   |                   |  |  |                    |                    |                    |
|  | EWC2                     | Philadelphia Flyers      | 2                        | M1   | Washington Capitals | 2                     |                       |                       |  |  |                   |                   |                   |  |  |                    |                    |                    |
|  |                          |                          |                          | M1   | Washington Capitals | 2                     |                       |                       |  |  |                   |                   |                   |  |  |                    |                    |                    |
|  |                          | M2                       | Pittsburgh Penguins      | 4    |                     |                       |                       |                       |  |  |                   |                   |                   |  |  |                    |                    |                    |
|  | M2                       | M2                       | Pittsburgh Penguins      | 4    | Pittsburgh Penguins | 4                     |                       |                       |  |  |                   |                   |                   |  |  |                    |                    |                    |
|  | M2                       |                          |                          |      | Pittsburgh Penguins | 4                     |                       |                       |  |  |                   |                   |                   |  |  |                    |                    |                    |
|  | M3                       | New York Rangers         | 1                        |      |                     |                       |                       |                       |  |  |                   |                   |                   |  |  |                    |                    |                    |
|  | M3                       | New York Rangers         | 1                        | M2   | Pittsburgh Penguins | 4                     |                       |                       |  |  |                   |                   |                   |  |  |                    |                    |                    |
|  |                          |                          |                          |      |                     |                       |                       |                       |  |  |                   |                   |                   |  |  |                    |                    |                    |
|  |                          | P3                       | San Jose Sharks          | 2    |                     |                       |                       |                       |  |  |                   |                   |                   |  |  |                    |                    |                    |
|  | C1                       | P3                       | San Jose Sharks          | 2    | Dallas Stars        | 4                     |                       |                       |  |  |                   |                   |                   |  |  |                    |                    |                    |
|  | C1                       |                          |                          |      | Dallas Stars        | 4                     |                       |                       |  |  |                   |                   |                   |  |  |                    |                    |                    |
|  | WWC2                     | Minnesota Wild           | 2                        |      |                     |                       |                       |                       |  |  |                   |                   |                   |  |  |                    |                    |                    |
|  | WWC2                     | Minnesota Wild           | 2                        | C1   | Dallas Stars        | 3                     |                       |                       |  |  |                   |                   |                   |  |  |                    |                    |                    |
|  |                          |                          |                          | C1   | Dallas Stars        | 3                     |                       |                       |  |  |                   |                   |                   |  |  |                    |                    |                    |
|  |                          | C2                       | St. Louis Blues          | 4    |                     |                       |                       |                       |  |  |                   |                   |                   |  |  |                    |                    |                    |
|  | C2                       | C2                       | St. Louis Blues          | 4    | St. Louis Blues     | 4                     |                       |                       |  |  |                   |                   |                   |  |  |                    |                    |                    |
|  | C2                       |                          |                          |      | St. Louis Blues     | 4                     |                       |                       |  |  |                   |                   |                   |  |  |                    |                    |                    |
|  | C3                       | Chicago Blackhawks       | 3                        |      |                     |                       |                       |                       |  |  |                   |                   |                   |  |  |                    |                    |                    |
|  | C3                       | Chicago Blackhawks       | 3                        | C2   | St. Louis Blues     | 2                     |                       |                       |  |  |                   |                   |                   |  |  |                    |                    |                    |
|  |                          |                          |                          |      |                     |                       |                       |                       |  |  |                   |                   |                   |  |  |                    |                    |                    |
|  |                          | P3                       | San Jose Sharks          | 4    |                     |                       |                       |                       |  |  |                   |                   |                   |  |  |                    |                    |                    |
|  | P1                       | P3                       | San Jose Sharks          | 4    | Anaheim Ducks       | 3                     |                       |                       |  |  |                   |                   |                   |  |  |                    |                    |                    |
|  | P1                       |                          |                          |      | Anaheim Ducks       | 3                     |                       |                       |  |  |                   |                   |                   |  |  |                    |                    |                    |
|  | WWC1                     | Nashville Predators      | 4                        |      |                     |                       |                       |                       |  |  |                   |                   |                   |  |  |                    |                    |                    |
|  | WWC1                     | Nashville Predators      | 4                        | WWC1 | Nashville Predators | 3                     |                       |                       |  |  |                   |                   |                   |  |  |                    |                    |                    |
|  |                          |                          |                          | WWC1 | Nashville Predators | 3                     | Western Conference    |                       |  |  |                   |                   |                   |  |  |                    |                    |                    |
|  |                          | P3                       | San Jose Sharks          | 4    |                     |                       |                       |                       |  |  |                   |                   |                   |  |  |                    |                    |                    |
|  | P2                       | P3                       | San Jose Sharks          | 4    | Los Angeles Kings   | 1                     |                       |                       |  |  |                   |                   |                   |  |  |                    |                    |                    |
|  | P2                       |                          |                          |      | Los Angeles Kings   | 1                     |                       |                       |  |  |                   |                   |                   |  |  |                    |                    |                    |
|  | P3                       | San Jose Sharks          | 4                        |      |                     |                       |                       |                       |  |  |                   |                   |                   |  |  |                    |                    |                    |

## NHL Awards und vergebene Trophäen
| Auszeichnung                          | Auszeichnung                  | Team                |
| ------------------------------------- | ----------------------------- | ------------------- |
| Stanley Cup                           | Stanley Cup                   | Pittsburgh Penguins |
| Clarence S. Campbell Bowl             | Clarence S. Campbell Bowl     | San Jose Sharks     |
| Prince of Wales Trophy                | Prince of Wales Trophy        | Pittsburgh Penguins |
| Presidents’ Trophy                    | Presidents’ Trophy            | Washington Capitals |
| Auszeichnung                          | Spieler                       | Team                |
| Art Ross Trophy                       | Patrick Kane                  | Chicago Blackhawks  |
| Bill Masterton Memorial Trophy        | Jaromír Jágr                  | Florida Panthers    |
| Calder Memorial Trophy                | Artemi Panarin                | Chicago Blackhawks  |
| Conn Smythe Trophy                    | Sidney Crosby                 | Pittsburgh Penguins |
| Frank J. Selke Trophy                 | Anže Kopitar                  | Los Angeles Kings   |
| Hart Memorial Trophy                  | Patrick Kane                  | Chicago Blackhawks  |
| Jack Adams Award                      | Barry Trotz                   | Washington Capitals |
| James Norris Memorial Trophy          | Drew Doughty                  | Los Angeles Kings   |
| King Clancy Memorial Trophy           | Henrik Sedin                  | Vancouver Canucks   |
| Lady Byng Memorial Trophy             | Anže Kopitar                  | Los Angeles Kings   |
| Lester Patrick Trophy                 | Mark Howe Pat Kelly           | –                   |
| Mark Messier Leadership Award         | Shea Weber                    | Nashville Predators |
| Maurice ‚Rocket‘ Richard Trophy       | Alexander Owetschkin          | Washington Capitals |
| NHL Foundation Player Award           | Mark Giordano                 | Calgary Flames      |
| NHL General Manager of the Year Award | Jim Rutherford                | Pittsburgh Penguins |
| NHL Plus/Minus Award (inoffiziell)    | Tyler Toffoli                 | Los Angeles Kings   |
| Ted Lindsay Award                     | Patrick Kane                  | Chicago Blackhawks  |
| Vezina Trophy                         | Braden Holtby                 | Washington Capitals |
| William M. Jennings Trophy            | Frederik Andersen John Gibson | Anaheim Ducks       |

### All-Star-Teams
| First All-Star-Team |                                           |
| Angriff:            | Jamie Benn – Sidney Crosby – Patrick Kane |
| Verteidigung:       | Drew Doughty – Erik Karlsson              |
| Tor:                | Braden Holtby                             |

| Second All-Star-Team |                                                           |
| Angriff:             | Alexander Owetschkin – Joe Thornton – Wladimir Tarassenko |
| Verteidigung:        | Brent Burns – Kris Letang                                 |
| Tor:                 | Ben Bishop                                                |

### All-Rookie-Team
| All-Rookie-Team |                                               |
| Angriff:        | Artemi Panarin – Connor McDavid – Jack Eichel |
| Verteidigung:   | Shayne Gostisbehere – Colton Parayko          |
| Tor:            | John Gibson                                   |